# Бернхард фон Хадмерслебен
Бернхард фон Хадмерслебен (на немски: Bernhard von Hadmersleben; Bernhard von Halberstadt; † 3 февруари 968) е епископ в Халберщат (923 – 968).

## Биография
Той е от благородническия род фон Хадмерслебен.
Бернхард първо е каплан при предшественика му първият епископ Зигимунд фон Халберщат († 14 януари 923 или 924). Крал Хайнрих I Птицелов от Източното франкско царство го прави, със съгласието на катедралния капител на Халберщат, на епископ.
Неговата връзка с император Ото I Велики е доста под напрежение, заради намеренията на императора да основе архиепископство в Магдебург. Императорът го затваря затова в Кведлинбург. Ото го освождава, и за да му се прости, отива бос в Халберщат.
През неговото време се основават множество манастири. През 961 г. Бернхард фон Хадмерслебен основава в родното си място манастир Хадмерслебен и му дава наследени собствености от баща му.